# Tyraneczek białobrzuchy
Tyraneczek białobrzuchy (Myiornis albiventris) – gatunek małego ptaka z podrodziny klinodziobków (Triccinae) rodziny muchotyranikowatych (Pipromorphidae). Gatunek słabo poznany, występujący w Ameryce Południowej, według IUCN nie jest zagrożony wyginięciem.

## Zasięg występowania
Tyraneczek białobrzuchy występuje lokalnie u podnóża stoków wschodnich Andów w środkowym i wschodnim Peru (Junín, Huánuco, Pasco, Ayacucho oraz wschodnim Puno) i północnej Boliwii (La Paz, Cochabamba oraz zachodnim Santa Cruz). Od 2010 roku gatunek ten obserwowany jest w południowo-wschodnim Ekwadorze.

## Taksonomia
Gatunek po raz pierwszy opisali w 1894 roku niemiecki ornitolog Hans von Berlepsch i polski zoolog Jan Sztolcman, nadając mu nazwę Orchilus albiventris. Jako miejsce typowe odłowu holotypu Berlepsch i Sztolcman wskazali La Merced na wysokości 2600 stóp (ok. 790 m) w Peru. Holotypem był samiec odłowiony przez Jana Kalinowskiego 10 września 1890 roku.
Tworzy nadgatunek z M. auricularis, z którym czasami bywa uważany za konspecyficzny. Gatunek monotypowy.

### Etymologia
Nazwa rodzajowa: gr. μυια muia, μυιας muias – mucha; ορνις ornis, ορνιθος ornithos – ptak. Epitet gatunkowy: łac. albus – biały; venter, ventris – brzuch.

## Morfologia
Długość ciała 7 cm; masa ciała 5–6 g. Bardzo mały ptak o krępym ciele i dużej głowie. Obrączka powiekowa koloru płowobiałego, na pokrywach usznych znajduje się szarawa opaska w kształcie półksiężyca ciągnąca się od nasady dzioba do skroni; czoło i ciemię koloru oliwkowego, czub głowy zabarwiony brązem. Skrzydła śniade z jasnooliwkowożółtymi krawędziami; ogon śniady. Gardło i górna część piersi białawe, z lekkimi, szarymi plamkami, reszta dolnych części ciała biała, zabarwiona żółtawooliwkowym kolorem na bokach i podbrzuszu. Tęczówka czerwona, dziób czarniawy, nogi cieliste. Od podobnego tyraneczka uszatego (M. auricularis) różni się mniej widoczną, półksiężycową opaską na pokrywach usznych, bledszym podbródkiem i nieco krótszym ogonem. Brak dymorfizmu płciowego. Młode ptaki nieopisane.

## Ekologia
Tyraneczek białobrzuchy prowadzi osiadły tryb życia, zamieszkując wilgotne niskogórskie i podgórskie lasy i ich krawędzie, na wysokości 400–1200 m n.p.m. Odzywa się równymi, szybkimi  sekwencjami nut o brzmieniu „dr-rrrrrrrrrr”. Odżywia się owadami; szuka ich w dolnych i środkowych piętrach lasu. Często siedzi na otwartej przestrzeni kilka centymetrów od liści, wykonując szybkie uderzenia, gdy wypatrzy w nich zdobycz. Brak informacji na temat okresu lęgowego.

## Status i ochrona
W Czerwonej księdze gatunków zagrożonych Międzynarodowej Unii Ochrony Przyrody od 2004 roku jest zaliczany do kategorii LC (ang. Least Concern – najmniejszej troski). Globalna wielkość populacji nie jest znana, ale gatunek ten jest określany jako „dość pospolity” do rzadkiego. Uważa się, że gatunek ten straci 13,4–18,5% odpowiedniego siedliska w granicach swojego zasięgu przez trzy pokolenia (co odpowiada 11 latom) na podstawie modelu wylesiania Amazonii. Dlatego podejrzewa się, że populacja tego ptaka spadnie w ciągu trzech pokoleń o 25%. W Boliwii występuje w Rezerwacie Biosfery Pilón Lajas i Parku Narodowym Madidi.